# Hängebrücke Forchach
Die Hängebrücke Forchach ist eine Fußgängerbrücke, die den Lech im Lechtal, Tirol, Österreich überspannt. Sie wurde im August 2020 neueröffnet und ersetzt die alte Holzhängebrücke aus dem Jahr 1926.

## Geschichte
Die ursprüngliche Hängebrücke wurde 1924 erbaut und 1926 eröffnet, sie war eine wichtige Verbindung für die Bewohner und Wanderer in der Region. Sie wurde damals von der Eisengießerei Max Hosp in Reutte errichtet. Die Brücke überspannte den Lech mit zwei 28 mm starken und 72 Meter langen Drahtseilen. Interessanterweise wurden die Seile der alten Brücke bereits zuvor in einem Werk in Deutschland verwendet, was eine frühe Form des Recyclings darstellt. Aufgrund der Gefahr von Ausschwemmungen bei Hochwasser musste dem Ankerblock am rechten Ufer besonderes Augenmerk geschenkt werden. Die ursprüngliche Brücke wurde auf Initiative des Jagdpächters Carl Schwenk gebaut, um die Arbeit der Jäger zu erleichtern.
Aufgrund von Hochwasserschutzmaßnahmen und der Notwendigkeit, den Lech auf seine natürliche Flussbreite zu erweitern, wurde die alte Brücke durch eine neue, moderne Konstruktion ersetzt.

## Konstruktion und Merkmale
Die neue Hängebrücke ist 138 Meter lang (Stützweite) und bietet eine stabile und sichere Überquerung des Lechs. Sie wurde von der Baugesellschaft HTB aus Österreich erbaut. Die Seillänge beträgt 166 m je Seite. Die Länge der Stützen beträgt 15,5 m. Das Gesamtgewicht dieser Brücke beträgt 10,2 Tonnen.
Für die Geländerfüllung wurde das X-TEND Edelstahlseilnetz verwendet, das sowohl hohe Sicherheit als auch eine transparente Ästhetik bietet. Insgesamt wurden 262 m² X-TEND Netz mit einer Maschenweite von 40 mm und einem Seildurchmesser von 1,5 mm verbaut. Ergänzt wird die Konstruktion durch über einen Kilometer an I-SYS Tragseilen mit einem Durchmesser von 8 mm, die die Hängebrücke stabilisieren. Diese filigranen Netze sorgen für einen ungehinderten Blick auf den Lech und fügen sich harmonisch in die natürliche Umgebung ein.

## Nutzung
Die Hängebrücke ist ein beliebtes Ziel für Wanderer und Radfahrer. Der Zugang zur Brücke beginnt am Sportplatz in Forchach und ist eine leichte, familienfreundliche Wanderung. Sie ist Teil des Lechwegs, einem beliebten Fernwanderweg, und bietet eine beeindruckende Aussicht auf die Lechauen und die umliegende Natur.

## Bilder

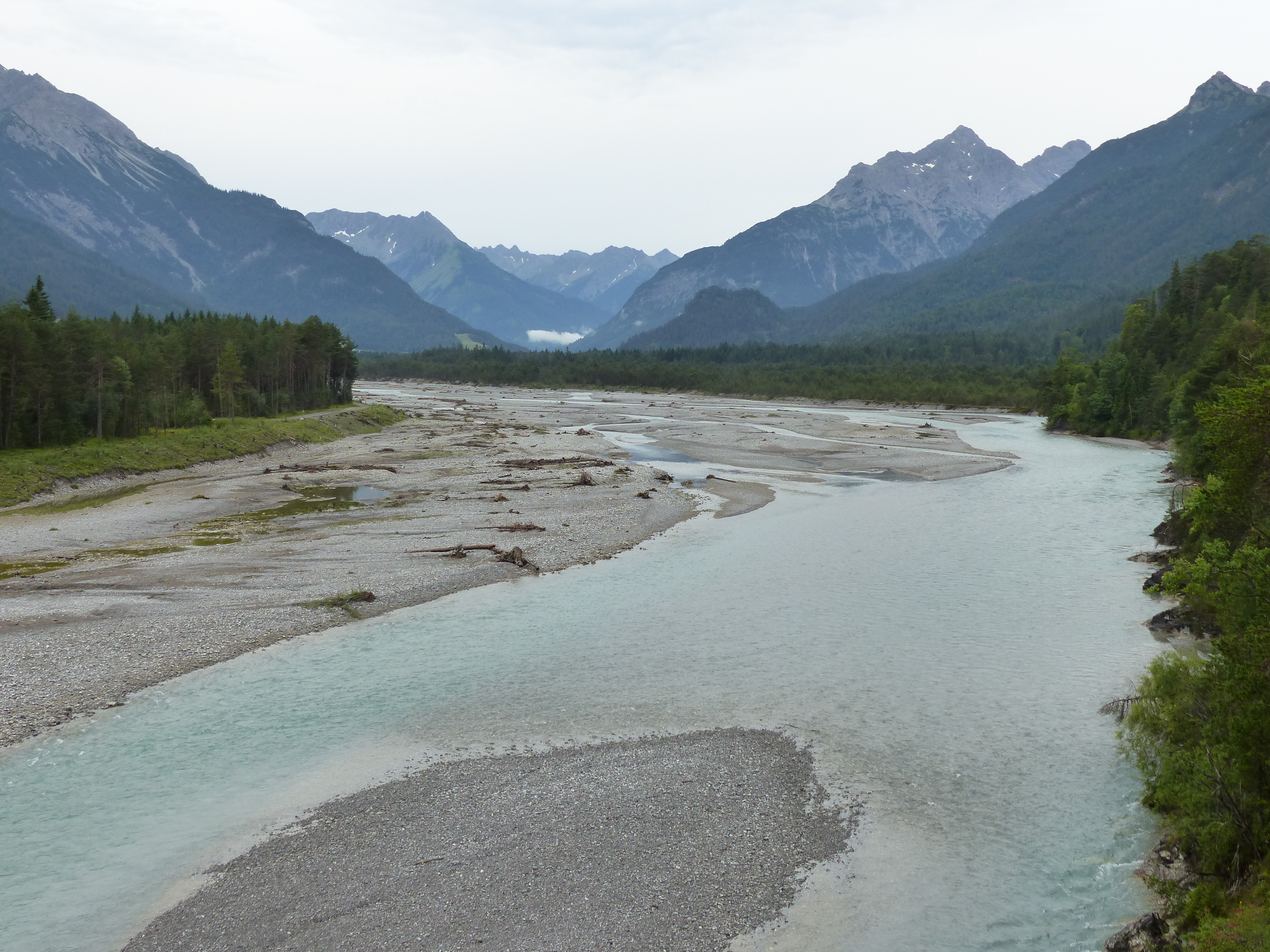
Ausblick ins obere Lechtal
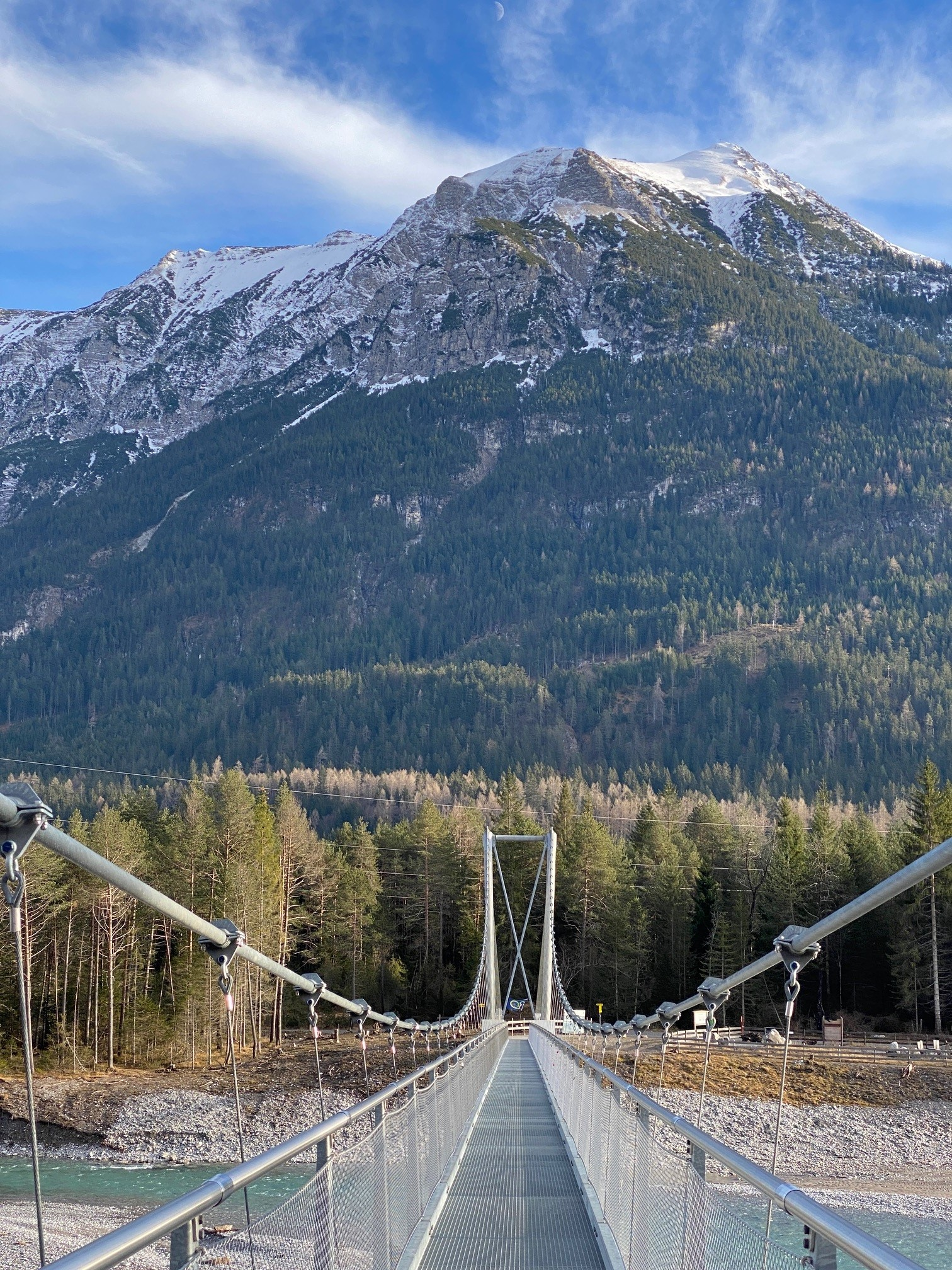
Neu erbaute Hängebrücke